# Taylor Negron
Brad Stephen „Taylor” Negron (ur. 1 sierpnia 1957 w Glendale, zm. 10 stycznia 2015 w Los Angeles) – amerykański aktor, scenarzysta i komik.

## Życiorys
Urodził się w Glendale w rodzinie Boricua jako syn Lucy (z domu Rosario) i Conrada Negrona, Sr. Dorastał w La Cañada Flintridge. Studiował na University of California w Los Angeles. Aktorstwa uczył się od Lee Strasberga i Lucille Ball. Zagrał w około 100 produkcjach filmowych.
Występował także jako komik. W wolnych chwilach malował, a jego obrazy prezentowane były na wielu wystawach.
Zmarł 10 stycznia 2015 w Los Angeles w wieku 57 lat, po długiej walce z nowotworem wątroby.

## Filmografia

### Filmy fabularne
- 1982: Zakochani młodzi lekarze jako dr Phil Burns
- 1991: Ostatni skaut jako Milo
- 1991: Same kłopoty jako Fausto Squiriniszu
- 1994: Anioły na boisku jako David Montagne
- 1996: Szklanką po łapkach jako malarz
- 2000: Flintstonowie: Niech żyje Rock Vegas! jako Gazaam / Gazing
- 2001: The Fluffer jako Tony Brooks
- 2001: Zawód święty Mikołaj jako Ralph
- 2012: Wampirzyce jako dostarczyciel pizzy

### Seriale TV
- 1996: Ich pięcioro jako dr Blalock
- 1996: Dotyk anioła jako Chuck
- 1997: Przyjaciele jako Allesandro
- 1997: Ostry dyżur jako Pan Prole
- 2001-2002: Jak dwie krople wody jako Manuelo del Valle
- 2007: Czarodzieje z Waverly Place jako sprzedawca smoków („Smoko-pies”)
- 2007: Pohamuj entuzjazm jako kelner Daviday